# 말라가 코스타델솔 공항
말라가 코스타델솔 공항(스페인어: Aeropuerto de Málaga-Costa del Sol, IATA: AGP, ICAO: LEMG)은 스페인 안달루시아 지방 말라가주 말라가에 있는 공항이다. 스페인에서 4번째로 바쁜 공항이다.